# Bassozetus
Bassozetus es un género de peces marinos actinopeterigios, distribuidos de forma amplia por todos los grandes océanos del planeta.

## Especies
Existen 13 especies reconocidas en este género:
- Bassozetus compressus (Günther, 1878)
- Bassozetus elongatus (Smith y Radcliffe, 1913)
- Bassozetus galatheae (Nielsen y Merrett, 2000)
- Bassozetus glutinosus (Alcock, 1890)
- Bassozetus levistomatus (Machida, 1989)
- Bassozetus multispinis (Shcherbachev, 1980)
- Bassozetus nasus (Garman, 1899)
- Bassozetus normalis (Gill, 1883)
- Bassozetus oncerocephalus (Vaillant, 1888)
- Bassozetus robustus (Smith y Radcliffe, 1913)
- Bassozetus taenia (Günther, 1887)
- Bassozetus werneri (Nielsen y Merrett, 2000)
- Bassozetus zenkevitchi (Rass, 1955)